# Alexander Plein

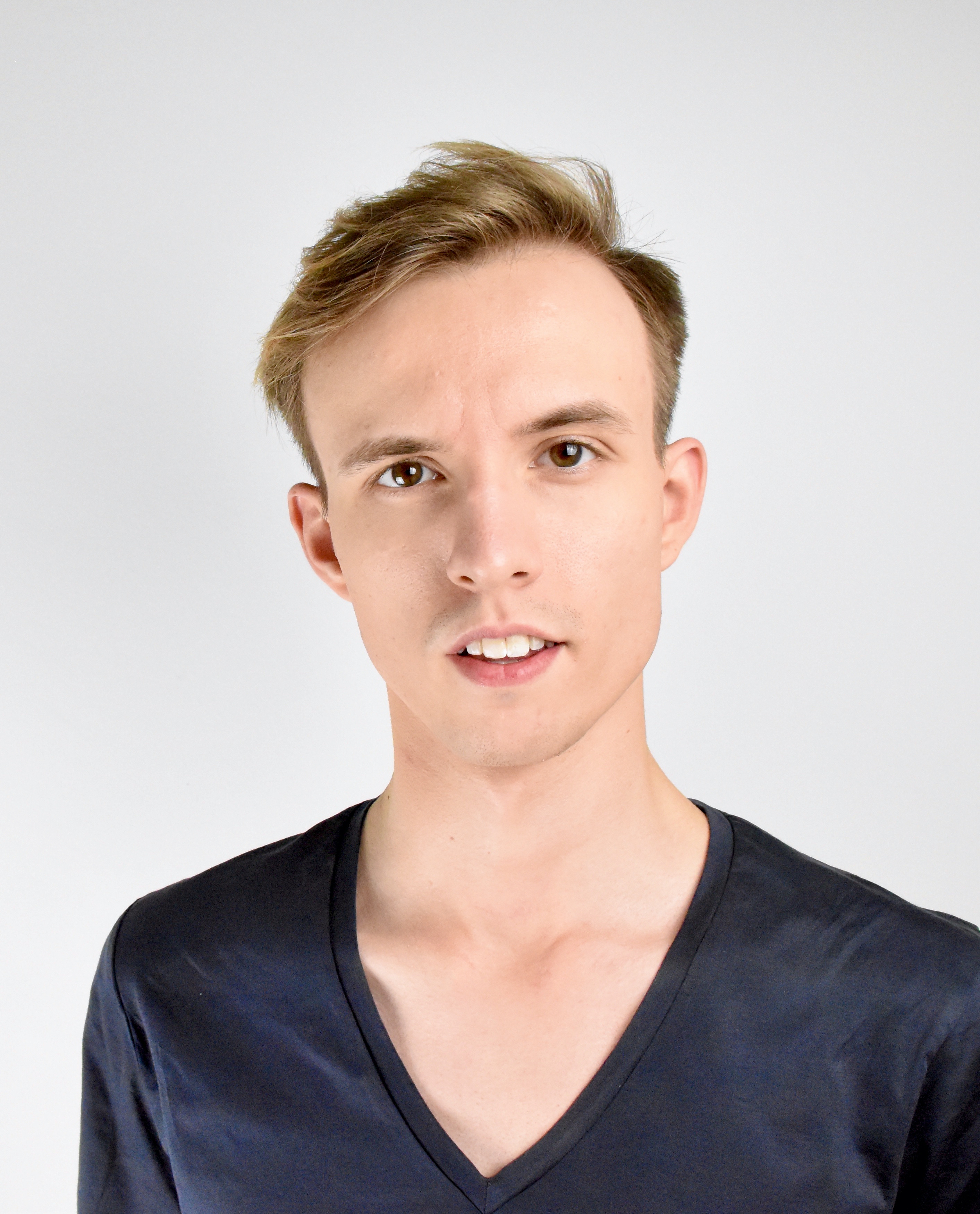
Alexander Plein (2020)

Alexander Plein (* 7. August 1995 in Düsseldorf) ist ein deutscher Schauspieler, Musicaldarsteller, Synchronschauspieler und Sprecher.

## Werdegang
Alexander Plein nahm 2001 seine ersten Tanzstunden. Ab 2004 war er Teil des Kinderchors Kids on Stage und trat im Kinderensemble von Udo Lindenberg auf, als diesem am 18. Januar 2007 die Carl-Zuckmayer-Medaille im Staatstheater Mainz wegen seiner Verdienste um die deutsche Sprache verliehen wurde.
2007 wurde Alexander Plein erstmals für Studioaufnahmen engagiert und ist als „Weltraummaus“ auf Volker Rosins Album „Mambo Jambo“ zu hören. 2012 nahm er an der Aufnahmeprüfung der Stage School of Music, Dance and Drama Hamburg teil. Noch vor seinem Abitur am Goethe-Gymnasium Düsseldorf 2013 hatte er seine Zusage zur Ausbildung zum Sänger, Tänzer und Schauspieler, die er 2016 als Diplom-Bühnendarsteller abschloss. Die Stage School Hamburg führt Alexander Plein unter ihren „Absolvent:innen auf Erfolgskurs“ auf.
Seit 2011 ist er in verschiedenen Tanzschulen, vor allem aber in der Tanzschule Dresen Düsseldorf tätig, bei der er Hip Hop, Streetdance, Zumba, Standard und Latein, Salsa, Shuffle und K-Pop in regelmäßigen Kursen und im Rahmen von Workshops unterrichtet.

### Privates
Alexander Plein hat eine jüngere Schwester. Sein Hauptwohnsitz ist Düsseldorf. Im Rahmen seiner Ausbildung und von Engagements lebte er zudem in Hamburg, Berlin, Basel, Wien, Stuttgart, Jagsthausen, Hanau und Lahnstein.

## Theater, Musical und Film
Alexander Plein absolvierte 2016 an der Stage School Hamburg seine Ausbildung zum Diplom Bühnendarsteller. Bereits in seinem Abschlussjahr ging er als Michael mit dem Nimmerland Musical Peter Pan des Theater Lichtermeer auf Deutschlandtour. Im Abschlussprojekt seines Jahrgangs 42nd Street verkörperte er die Rolle des Bert Barry. Im Anschluss wurde er von der Aldiana GmbH angeworben, um im Live Entertainment neue Showkonzepte für das Abendprogramm zu entwickeln. Bei den Burgfestspielen Jagsthausen 2017 war Alexander Plein Teil des Ensembles der Musicaladaption von Catch Me If You Can nach dem Film mit Leonardo DiCaprio und Tom Hanks. Dort spielte er an der Seite von Ilja Richter und Walter Plathe. Erstmalig gewann ein gesamtes Ensemble den Publikumspreis der Burgfestspiele Jagsthausen: "Überraschung bei der Auszählung der Stimmkarten für den Publikumspreis 2017 der Burgfestspiele Jagsthausen: Nicht ein einzelner Akteur stand zum Schluss ganz vorne, sondern das Ensemble der Burgfestspiele Jagsthausen in seiner Gesamtheit. Besonders nach Ende der beiden Stücke „Catch me if you can“ sowie „Götz von Berlichingen“ konnten sich die Besucher nach oftmals mit Standing Ovations gewürdigten Aufführungen nicht für eine Schauspielerin oder einen Schauspieler entscheiden und notierten dafür das Ensemble. Geschäftsführer Roland Halter und die Stell. Künstlerische Leiterin Eva Hosemann zeigten sich über dieses Votum hocherfreut, da sich der Spirit und die Spielfreude des Ensembles, den die Verwaltung sowie die künstlerische Abteilung täglich spürte, sich offenbar auch auf das Publikum übertragen habe."
Zeitgleich war Alexander Plein am Volkstheater Geisler (heute Comödie Lübeck) bei der 70er Jahre Schlager-Komödie Immer wieder sonntags engagiert. Kurz darauf wurde er für Immer wieder sonntags in der Inszenierung von Stein‘s Tivoli in Hanau verpflichtet. Im Winter 2017/2018 verkörperte Alexander Plein als Gast an der Städtischen Bühne Lahnstein die Titelrolle in Romeo & Julia Musical frei nach William Shakespeare. Parallel tourte er mit »Alice im Wunderland« in der Rolle des Verrückten Hutmachers und »My Fair Lady« in der Rolle des Harry. Bei »My Fair Lady« war er ebenso für die Einstudierung der Wiederaufnahme verantwortlich und Dance Captain. Während einer Tourpause Anfang 2018 spielte Alexander Plein verschiedene Programme als Gastkünstler auf der MS Europa. Im Sommer 2018 wurde er erneut von der Städtischen Bühne Lahnstein bei den Lahnsteiner Burgspielen als junger Mönch Adson von Melk im Schauspiel »Der Name der Rose« engagiert. Es folgten Vorstellungen im Zeltpalast Merzig im Musical »The Addams Family«. Im Winter 2018/2019 spielte Alexander Plein den Pillenhändler in der internationalen Tour des Musicals »Der Kleine Prinz« in über 40 Städten. 2019 gab er sein Debüt in Malentes Theater Palast in »Divas« Eine Travestie-Revue mit echten Kerlen für deren Einstudierung er bei der Wiederaufnahme 2020 verantwortlich war. Es folgte ein Tourengagement bei Romeo+Julia Auf den Flügeln der Liebe. Bei „Chaplin“ Das Musical verkörperte Alexander Plein Alfred „Alf“ Reeves, den Manager Charlie Chaplins. Im Winter 2019/2020 war er Teil des Ensembles des Palazzo Colombino Basel. In Paw Patrol Live! Das große Rennen war er im Frühjahr 2020 mit den Heldinnen der beliebten Fernsehserie PAW Patrol auf Stadion-Tournee. In den Sommern 2020 bis 2022 verkörperte Alexander Plein den nicht ganz so tapferen Sir Robin und Prinz Herbert im Musical Monty Python‘s Spamalot am Schlosspark Theater Berlin und beim Seefestival Wustrau. 2021 trat er erneut in Malentes Theater Palast in 99 Luftballons Der 80er Jahre Spaß auf. In der Spielzeit 2021/2022 war Alexander Plein am Scala Theater Köln in der kölschen Adaption von Boeing-Boeing Drei Prumme För Pitter engagiert. In diesem Rahmen trat er während der Karnevalszeit im WDR Fernsehen auf. 2022 und 2023 war Alexander Plein Gesangssolist bei der Kammeroper Köln in den Tourprogrammen Die Künstler-WG: The Show Must Go On und Broadway Dreams. Von Januar 2023 bis Oktober 2024 war er als Flugartist und Swing für die Rollen James Potter/James Potter Sr./Cedric Diggory, Craig Bowker Jr., Karl Jenkins/Viktor Krum und Yann Fredericks/Junger Harry Potter beim Theaterstück Harry Potter und das verwunschene Kind im Mehr! Theater am Großmarkt (heute Theater am Großmarkt) in Hamburg engagiert. Im November 2024 spielte Alexander Plein sein Debüt in Schmidts Tivoli auf der Hamburger Reeperbahn mit dem Musical Die Weihnachtsbäckerei. In diesem Rahmen trat er mit Rolf Zuckowski auf. Seine Rollen Muffin, Jonas, Paul und Vater spielt er alternierend ebenso bei »Die Weihnachtsbäckerei« im Theater des Westens in Berlin, dem Metropol Theater Bremen und dem Theater am Marientor in Duisburg. Im Sommer 2025 tritt Alexander Plein erstmalig bei den Burgfestspielen Bad Vilbel auf. Zu sehen ist er in den Musical Klassikern Hallo, Dolly! als Barnaby Tucker und West Side Story als Big Deal. Alexander Plein ist Moderator für Events, so beispielsweise bei der VIP-Mitsingparty des Lions Club Bergisch Gladbach.
Er trat 2018 in Die Helene Fischer Show (ZDF), war in der Netflix-Serie King of Stonks zu sehen und steht regelmäßig für »Die Jobscouts Der neue Social-Media-Report« vor der Kamera. Seit 2024 dreht er für SAT.1 die Neuauflage der täglichen Fernsehserie Notruf, die Rekordquoten erzielt sowie seit 2025 Auf Streife - Die neuen Einsätze.
Die Stimme von Alexander Plein ist in Hörbüchern, Hörspielen, Werbungen, Games und Imagefilmen zu hören. Ebenso ist er Synchronsprecher. Unter anderem lieh er Gabriel Écoffey im Spielfilm The Son mit Hugh Jackman und Devin Demby in der Serie Empire seine Stimme.
Er war Gast in verschiedenen Podcasts und Rekommandeur beim Freifallturm Hangover The Tower und dem Extremfahrgeschäft Airwolf Sky Control.
Seit 2023 ist Alexander Plein in den Guinness World Records gelistet. Als einer von 623 Sprechern vertonte er das Buch „In jeder Träne spiegelt sich die Sonne“ von Iris Ferraldi. 

### Bühne
- 2025: West Side Story – Regie: Christian H. Voss (Burgfestspiele Bad Vilbel)
- 2025: Hallo, Dolly! – Regie: Annette Lubosch (Burgfestspiele Bad Vilbel)
- 2024: Die Weihnachtsbäckerei Das Musical (Musik: Rolf Zuckowski, Autoren: Hannah Kohl und Martin Lingnau) – Regie: Carolin Spieß, Choreographie: Benjamin Zobrys (Schmidts Tivoli Hamburg, Theater des Westens Berlin, Metropol Theater Bremen, Theater am Marientor Duisburg)
- 2023/2024: Harry Potter und das verwunschene Kind (von Jack Thorne, J.K. Rowling und John Tiffany) – Regie: John Tiffany und Pip Minnithorpe (Mehr! Theater am Großmarkt, Hamburg)[7]
- 2022/2023: Broadway Dreams (Kammeroper Köln, Tour)[8]
- 2022: Die Künstler-WG „The Show Musst Go On“ (Kammeroper Köln, Tour)
- 2021/2022: Drei Prumme För Pitter (Kölsche Adaption von „Boeing-Boeing“) – Regie: Ralf Borgartz (Scala Theater Köln)[9][10]
- 2021: „99 Luftballons“ Der 80er Jahre Spaß – Regie: Dirk Vossberg-Vanmarcke (Malentes Theater Palast Bonn)[11]
- 2020–2022: Monty Python’s Spamalot – Die Suche nach dem heiligen Gral – Regie: Marten Sand (Schlosspark Theater Berlin und Seefestival Wustrau)[12][13][14]
- 2020: Paw Patrol Live! „Das große Rennen“ – Regie: Katie Ditchburn (Internationale Arena Tournee)
- 2019/2020: „Divas“ Eine Travestie-Revue mit echten Kerlen – Regie: Dirk Vossberg-Vanmarcke (Malentes Theater Palast Bonn)[15][16][17]
- 2019: Palazzo Colombino Basel „Showtime“ – Regie: Sven Pawlitschko
- 2019: „Chaplin“ Das Musical – Regie: Felix Löwy (Internationale Tour)[18][19]
- 2019/2020: „Romeo+Julia“ Auf den Flügeln der Liebe – Regie: Mario Zuber (Theater Arnstadt, Tour)
- 2018/2019: „Der kleine Prinz“ Das Musical (Internationale Tour)[20][21]
- 2018: The Addams Family – Regie: Andreas Gergen (Zeltpalast Merzig)
- 2018: Der Name der Rose – Inszenierung: Friedhelm Hahn (Lahnsteiner Burgspiele)[22][23]
- 2018: Gastkünstler auf der MS Europa – Inszenierung: Jacqueline Dunnley-Wendt
- 2017/2018: My Fair Lady – Inszenierung: Lajos Wenzel (Kammeroper Köln, Tour)[24]
- 2017/2018: Alice im Wunderland – Regie: Nadine Kühn (Internationale Tour)
- 2017/2018: „Romeo & Julia“ Musical frei nach William Shakespeare – Inszenierung: Friedhelm Hahn (Städtische Bühne Lahnstein, Stadthalle Lahnstein)[25]
- 2017: „Immer wieder sonntags“ Die 70er Jahre Schlager-Komödie – Regie: Frank Heck (Stein’s Tivoli, Hanau)
- 2017: „Immer wieder sonntags“ Die 70er Jahre Schlager-Komödie – Regie: Michael Knoll (Volkstheater Geisler, Lübeck)[26]
- 2017: „Catch Me If You Can“ Das Musical Open Air (Ausgezeichnet mit dem Publikumspreis) – Regie: Georg Münzel, Choreographie: Sven Niemeyer (68. Burgfestspiele Jagsthausen)[27][28]
- 2016: „42nd Street“ Das Musical – Regie: Jacqueline Dunnley-Wendt (First Stage Theater, Hamburg) Abschlussprojekt im Rahmen der Stage School Hamburg[29][30]
- 2015–2017: „Peter Pan“ Das Nimmerland Musical – Regie: Jan Radermacher und Timo Riegelsberger (Theater Lichtermeer, Fritz Theater Bremen, Grünspan Hamburg, Tour)
- 2014: „Sweet Charity“ Das Musical – Regie: Steve Ray und Jutta Elenz (Altonaer Theater, Hamburg) Semesterprojekt im Rahmen der Stage School Hamburg
- 2014–2016: Monday Night Musical Performances (Altonaer Theater und First Stage Theater, Hamburg) im Rahmen der Ausbildung an der Stage School Hamburg

### Film und Fernsehen (Auswahl)
- 2025: Auf Streife - Die neuen Einsätze (SAT.1 / Joyn)
- seit 2024: Notruf (SAT.1 / Joyn)
- seit 2018: „Die Jobscouts“ Der neue Social-Media-Report[31]
- 2021: King of Stonks (Netflix)
- 2018: Die Helene Fischer Show (ZDF)

### Regie / Choreographie / Produktion
(Quelle: Website Alex Plein)
- 2025: Neue Choreographien: „12 Punkte für ein bisschen Frieden“ Der schönste Grand Prix aller Zeiten – Regie: Dirk Vossberg-Vanmarcke (Malentes Theater Palast Bonn)
- 2022: Choreographische Assistenz und Einstudierung: Cabaret Paris – Regie: Dirk Vossberg-Vanmarcke (Malentes Theater Palast Bonn)
- 2020/2022: Neue Choreographien: „12 Punkte für ein bisschen Frieden“ Der schönste Grand Prix aller Zeiten – Regie: Dirk Vossberg-Vanmarcke (Malentes Theater Palast Bonn)
- 2020: Choreographische Einstudierung: „Divas“ Eine Travestie-Revue mit echten Kerlen – Regie: Dirk Vossberg-Vanmarcke (Malentes Theater Palast Bonn)
- 2018/2019: Regieassistenz: Straight (Schauspiel von S. Elmegreen und D. Fornarola) – Regie: Robert G. Neumayr (Wien, Hamburg, Berlin)
- 2018/2019: Regieassistenz und Abendspielleitung: „Annie“ Das Musical – Regie: Rainer Niermann (Stuttgart)
- 2017/2018: Choreographische Einstudierung: My Fair Lady – Inszenierung: Lajos Wenzel (Kammeroper Köln, Tour)
- 2017/2018: Abendspielleiter: „Stage Tage“ (First Stage Theater, Hamburg)
- 2017/2018: Tourmanager: „Little Opera“ Das Musiktheater für die ganze Familie – Künstlerische Leitung: Sabine Maria Schoeneich (Tour)
- 2016/2017: Choreographie: Aldiana GmbH (Fuerteventura)
- 2016: Abendspielleiter: „Linie 1“ Das Musical – Regie: Fabian Rogall (First Stage Theater, Hamburg)
- 2016: Abendspielleiter: Eröffnungsgala des First Stage Theater – Regie: Elise Barendregt-Loermans und Jasper Barendregt (Hamburg)
- 2015: Abendspielleitung: „Wonderland“ Das Musical – Regie: Deliah Stuker (Altonaer Theater, Hamburg)
- 2014–2016: Abendspielleitung: Monday Night Musical Performances (Altonaer Theater und First Stage Theater, Hamburg)

## Wirken als Sprecher

### Synchron (Auswahl)
- Empire (Fernsehserie – deutsche Synchronstimme von Devin Demby „Tyler Dupre“)[33]
- The Son (Kinofilm – deutsche Synchronstimme von Gabriel Écoffey)
- Transamazonia (Abenteuerfilm)

### Games
- Wayfinder (PlayStation 5, PlayStation 4, Xbox One, Xbox Series, Microsoft Windows)

### Hörbuch / Hörspiel
- „Der Code - Zum Aussterben verdammt“ von James D. Prescott
- „Der Countdown - Zum Aussterben verdammt“ von James D. Prescott
- „Die Krise - Zum Aussterben verdammt“ von James D. Prescott
- „Ella – Eine Vogtlandsaga“ (Stimme von „Hans“)[34]